# Ai Yanhan
Pour les articles homonymes, voir Ai.
Dans ce nom chinois, le nom de famille, Ai, précède le nom personnel.
Ai Yanhan (chinois : 艾衍含), née le 7 février 2002, est une nageuse chinoise spécialisée dans la nage libre.

## Biographie
Ai Yanhan remporte la médaille d'argent du 200 mètres nage libre lors des championnats d'Asie de 2016.
Elle se qualifie également pour les Jeux olympiques de Rio en 2016. 
Elle remporte la médaille d'argent en relais 4 × 200 mètres nage libre aux championnats du monde de natation 2017 à Budapest. Aux championnats du monde de natation 2023 à Fukuoka, elle est médaillée de bronze en relais 4 × 100 mètres nage libre ainsi qu'en relais 4 × 200 mètres nage libre.

## Palmarès

### Championnats du monde en grand bassin
- Championnats du monde 2017 à Budapest :
  -  Médaille d'argent du relais 4 × 200 m nage libre
- Championnats du monde 2023 à Fukuoka :
  -  Médaille de bronze du relais 4 × 100 m nage libre (participe uniquement aux séries).
  -  Médaille de bronze du relais 4 × 200 m nage libre.
- Championnats du monde 2024 à Doha :
  -  Médaille d'or du relais 4 × 200 m nage libre.
  -  Médaille d'or du relais 4 × 100 m nage libre mixte (participe uniquement aux séries).